# 勝田台站
勝田台站（日语：／ Katsutadai eki */?）是位於千葉縣八千代市勝田台一丁目，屬於京成電鐵本線的鐵路車站。車站編號是KS31。站地有部分屬於佐倉市。

## 歷史
- 1967年（昭和42年）8月17日：京成大和田站‐志津站間申請新設勝田台站[2]
- 1968年（昭和43年）5月1日：京成電鐵勝田台站開業。
- 1973年（昭和48年）6月16日：成為重設的通勤特急班次停車站。
- 1991年（平成3年）10月：京成、八千代市及東葉高速鐵道就本站與計劃中的東葉站區之間的南北非付費區通道達成協議（「勝田台站連絡設備及南北自由通道備忘錄」）。
- 1992年（平成4年）12月：與八千代市就車站及周邊地區設施整合達成協議（「複合空間整備事業導入備忘錄」），是全國第一宗相關工程。
- 1996年（平成8年）4月27日：東葉高速線開業，鄰接本站的東葉勝田台站開業[3]。
- 1997年（平成9年）3月30日：車站剪票口地下化，與東葉勝田台站之間以地下非付費區通道連通[4]。
- 2011年（平成23年）3月19日：大廳與上下線月台間、北口（A3出口）旁道路與大廳間新設電梯[5]。

## 車站結構
本站是相對式月台2面2線地面車站。大廳與剪票口在地下，另外還有一個「南檢票口」直通南口前圓環與1號線（上行月台），但僅在6:30至21:00開放。南剪票口有站員常駐，但沒有無障礙設備。
過去的站房採跨站式，但在東葉高速鐵道線東葉勝田台站開業後地下化。大廳與月台階梯設有LED式列車資訊顯示器。開業初期由於跨站式站房尚未完工，上行月台西側設有臨時檢票口。當時使用者以千葉縣立八千代高等學校師生為主。
站內有電扶梯，2011年3月增設電梯。目前出入口只有北口有電梯通往大廳。本站為站長配置站。管理勝田台管區京成大和田站、志津站、有加利丘站。

### 月台配置
| 月台 | 路線     | 方向 | 目的地                                     |
| ---- | -------- | ---- | ------------------------------------------ |
| 1    | 京成本線 | 上行 | 日暮里、上野、押上、 淺草線、 京急本線方向 |
| 2    | 京成本線 | 下行 | 佐倉、成田機場、芝山千代田（東成田）方向   |

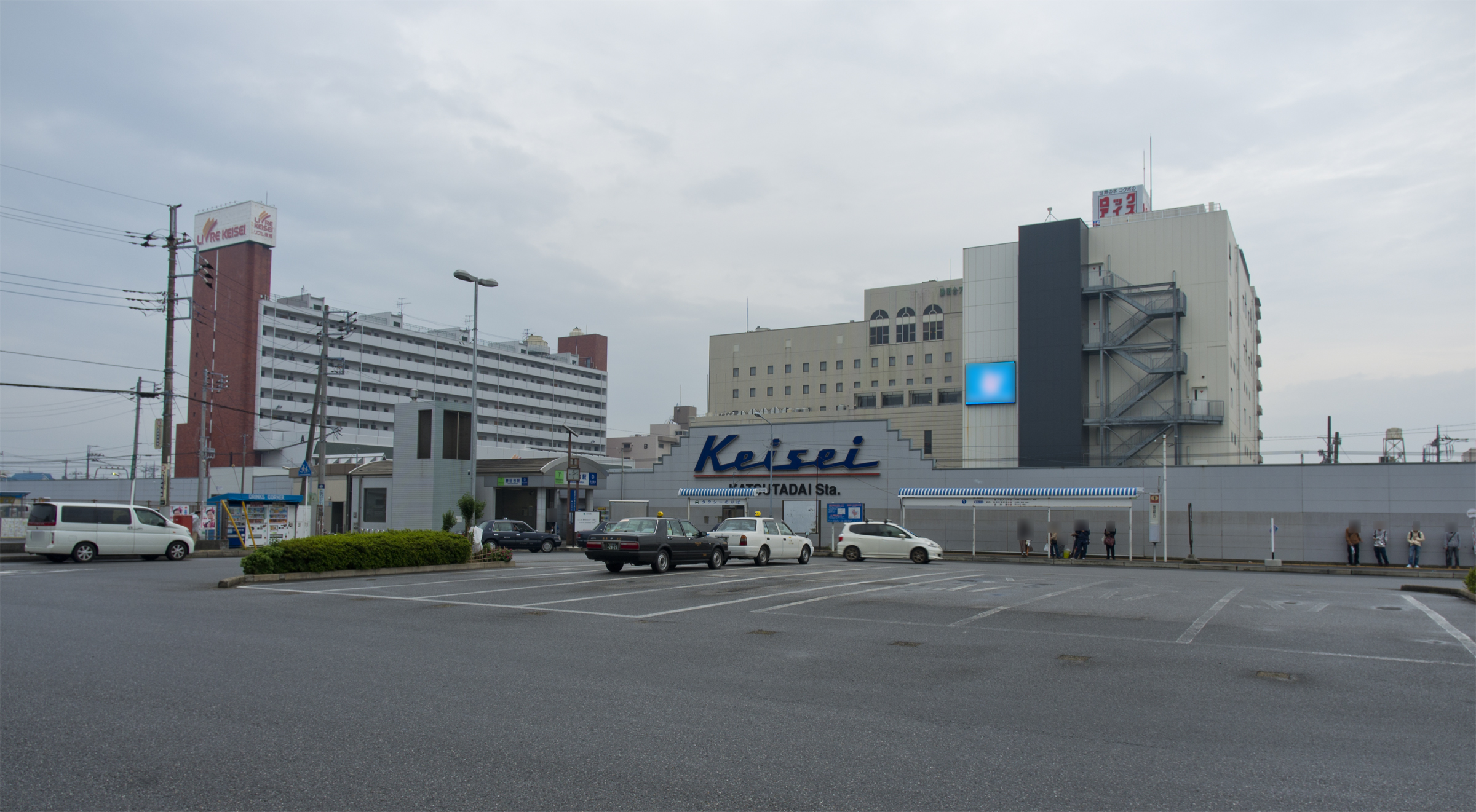
北口（2012年10月28日）
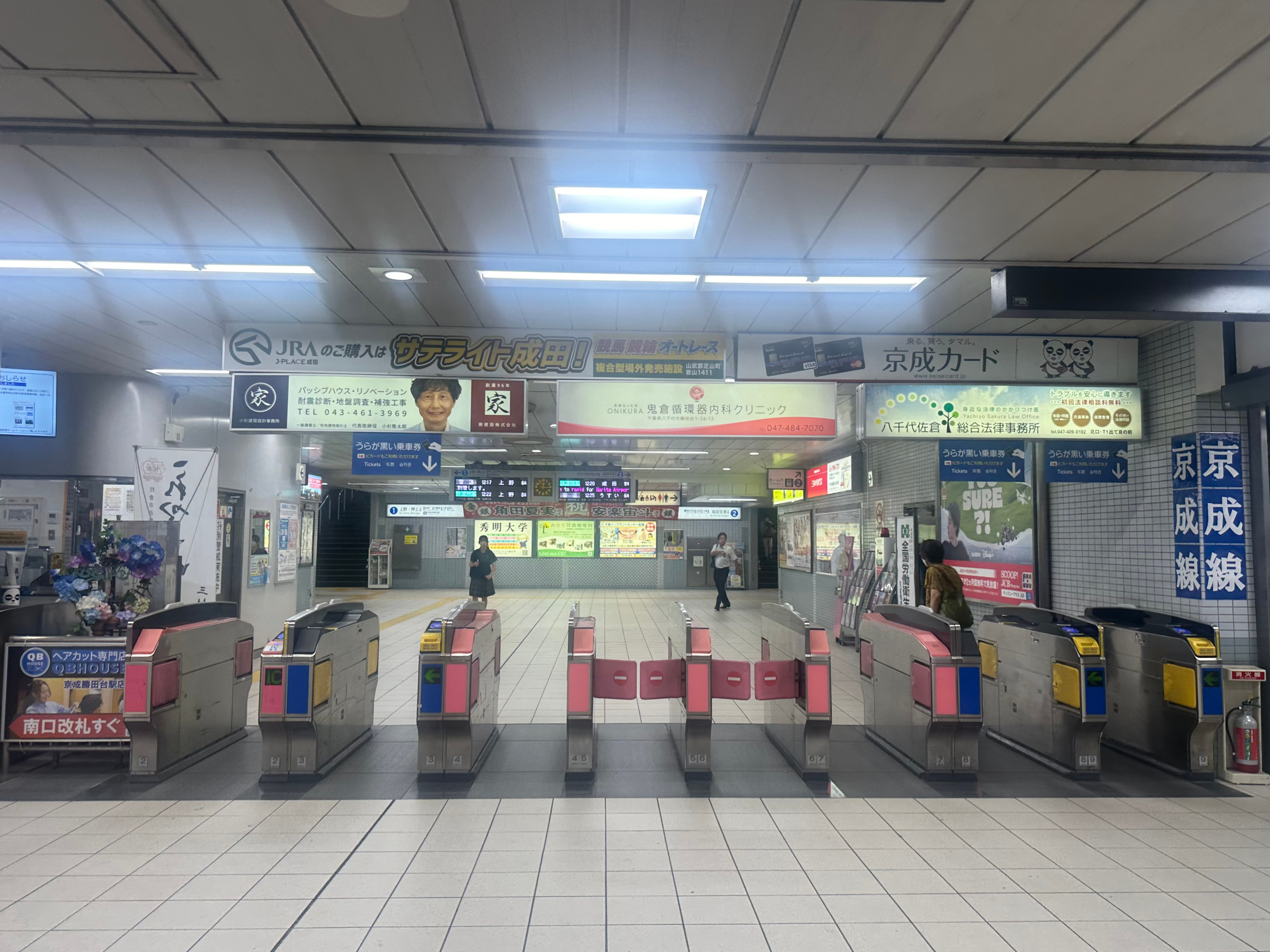
驗票口（2024年9月）
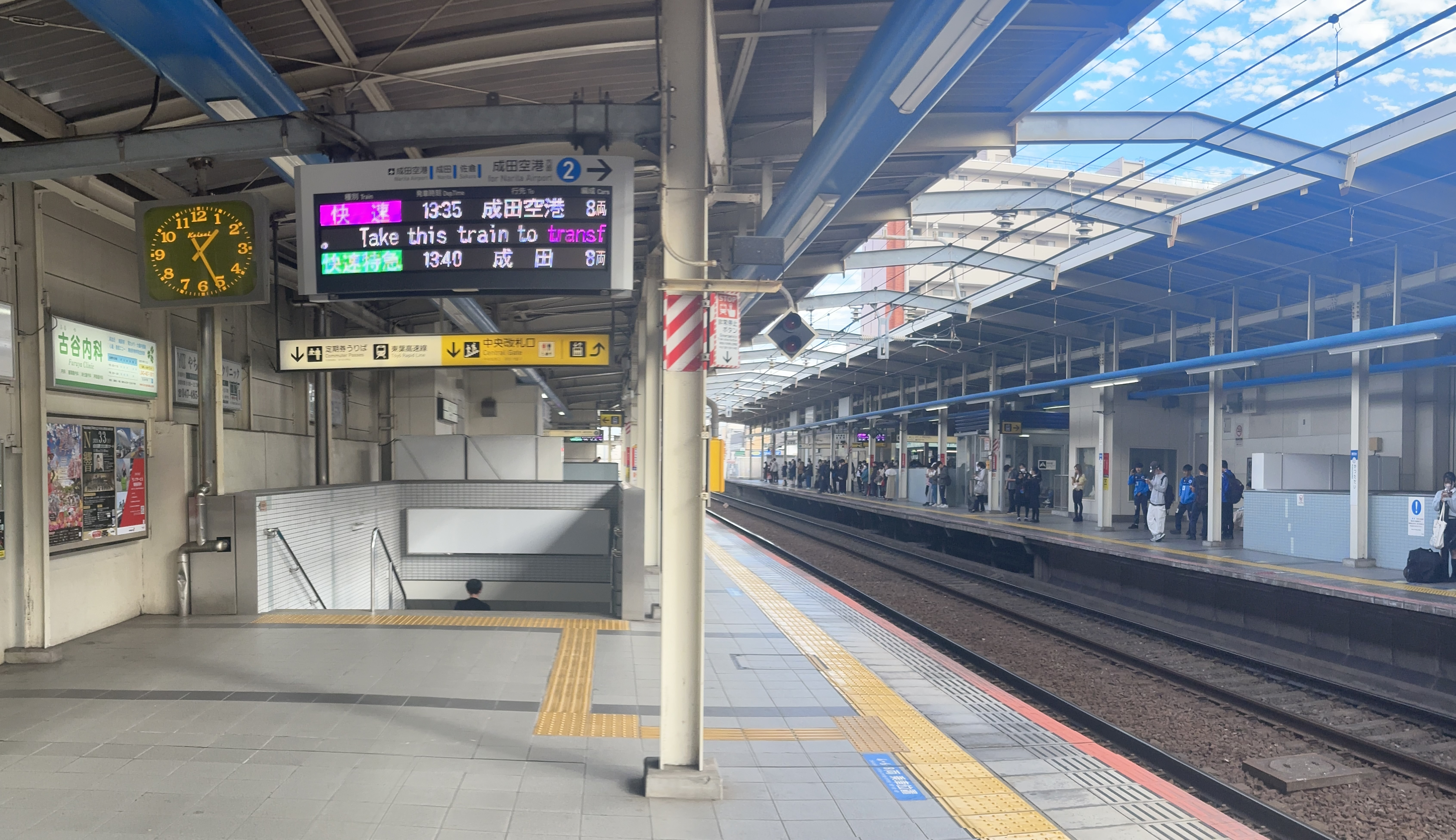
月台（2023年11月）

## 使用情況
- 京成電鐵 - 2016年度1日平均上下車人次為54,396人[利用客数 1]。
京成線全部69個車站當中排行第6位。

與鄰站東葉勝田台站的上下車人數合計超過8萬人，是八千代市內使用人次最多的車站。本站乘客除了八千代市民，也有佐倉市的西志津、井野地區居民及千葉市花見川區民。
由於東葉高速鐵道線票價較高，也有許多村上地區與上高野地區居民選擇搭乘巴士與自行車前來本站。
近年1日平均上下、上車人次推移如下表。
| 年度               | 1日平均 上下車人次 | 1日平均 上車人次 | 來源              |
| ------------------ | ------------------ | ---------------- | ----------------- |
| 1975年（昭和50年） |                    | 17,135           | [ 千葉県統計 1 ]  |
| 1976年（昭和51年） |                    | 17,928           | [ 千葉県統計 2 ]  |
| 1977年（昭和52年） |                    | 19,742           | [ 千葉県統計 3 ]  |
| 1978年（昭和53年） |                    | 21,469           | [ 千葉県統計 4 ]  |
| 1979年（昭和54年） |                    | 22,731           | [ 千葉県統計 5 ]  |
| 1980年（昭和55年） |                    | 23,930           | [ 千葉県統計 6 ]  |
| 1981年（昭和56年） |                    | 24,594           | [ 千葉県統計 7 ]  |
| 1982年（昭和57年） |                    | 24,919           | [ 千葉県統計 8 ]  |
| 1983年（昭和58年） |                    | 25,298           | [ 千葉県統計 9 ]  |
| 1984年（昭和59年） |                    | 25,522           | [ 千葉県統計 10 ] |
| 1985年（昭和60年） |                    | 26,073           | [ 千葉県統計 11 ] |
| 1986年（昭和61年） |                    | 26,685           | [ 千葉県統計 12 ] |
| 1987年（昭和62年） |                    | 27,253           | [ 千葉県統計 13 ] |
| 1988年（昭和63年） |                    | 28,972           | [ 千葉県統計 14 ] |
| 1989年（平成元年） |                    | 29,636           | [ 千葉県統計 15 ] |
| 1990年（平成02年） |                    | 30,385           | [ 千葉県統計 16 ] |
| 1991年（平成03年） |                    | 30,580           | [ 千葉県統計 17 ] |
| 1992年（平成04年） |                    | 30,506           | [ 千葉県統計 18 ] |
| 1993年（平成05年） |                    | 30,783           | [ 千葉県統計 19 ] |
| 1994年（平成06年） |                    | 30,865           | [ 千葉県統計 20 ] |
| 1995年（平成07年） |                    | 30,325           | [ 千葉県統計 21 ] |
| 1996年（平成08年） | 57,901             | 28,979           | [ 千葉県統計 22 ] |
| 1997年（平成09年） | 55,431             | 27,724           | [ 千葉県統計 23 ] |
| 1998年（平成10年） | 55,343             | 27,744           | [ 千葉県統計 24 ] |
| 1999年（平成11年） | 54,410             | 27,280           | [ 千葉県統計 25 ] |
| 2000年（平成12年） | 53,924             | 27,048           | [ 千葉県統計 26 ] |
| 2001年（平成13年） | 53,255             | 26,637           | [ 千葉県統計 27 ] |
| 2002年（平成14年） | 52,752             | 26,411           | [ 千葉県統計 28 ] |
| 2003年（平成15年） | 52,306             | 26,075           | [ 千葉県統計 29 ] |
| 2004年（平成16年） | 52,410             | 25,929           | [ 千葉県統計 30 ] |
| 2005年（平成17年） | 51,997             | 25,811           | [ 千葉県統計 31 ] |
| 2006年（平成18年） | 52,327             | 25,931           | [ 千葉県統計 32 ] |
| 2007年（平成19年） | 52,708             | 26,108           | [ 千葉県統計 33 ] |
| 2008年（平成20年） | 52,903             | 26,195           | [ 千葉県統計 34 ] |
| 2009年（平成21年） | 52,004             | 25,767           | [ 千葉県統計 35 ] |
| 2010年（平成22年） | 52,094             | 25,812           | [ 千葉県統計 36 ] |
| 2011年（平成23年） | 51,793             | 25,645           | [ 千葉県統計 37 ] |
| 2012年（平成24年） | 52,839             | 26,136           | [ 千葉県統計 38 ] |
| 2013年（平成25年） | 54,103             | 26,760           | [ 千葉県統計 39 ] |
| 2014年（平成26年） | 53,652             | 26,528           | [ 千葉県統計 40 ] |
| 2015年（平成27年） | 54,748             |                  |                   |
| 2016年（平成28年） | 54,396             |                  |                   |

## 車站周邊
周邊是昭和後期開發的住宅區。開站當時周邊人煙稀少，之後以車站為中心開發中型公寓與獨棟住宅，東葉高速鐵道線通車後更帶動了較遠區域的大型公寓開發。
另一方面，車站周邊商店受到東葉高速鐵道村上站前的Fululu Garden八千代等郊外型大型商店的競爭，商業活力大幅衰退。
A1出口北側
- 東京成德大學（日语：東京成徳大学）
- VESSEL INN八千代勝田台站前
- 八千代市勝田台文化廣場
  - 八千代市役所（日语：八千代市役所）勝田台支所
  - 八千代市立勝田台圖書館
  - 八千代市立勝田台文化中心
- 八千代市立勝田台小學校
- 八千代勝田台郵便局
- 千葉銀行勝田台支店

A1出口南側
- LIVRE京成（日语：京成ストア）
- YorkMart（日语：ヨークマート）（第1號店）

A2出口
- 千葉縣立八千代高等學校（日语：千葉県立八千代高等学校）

A3出口
- 佐倉井野郵便局
- 國道296號（日语：国道296号）
- 國道16號

東葉高速鐵道管轄的出入口有T1、T2、T3出口，除了靠近國道296號線的T2出口以外，其他都靠村上方向，距離京成線大廳較遠。東葉高速鐵道管轄的出口請參照「東葉勝田台站#車站周邊」。

### 路線巴士
本站可搭乘京成巴士、千葉內陸巴士、東洋巴士的路線巴士。路線主要是前往遠離車站的大型住宅團地。
本站也可搭乘如八千代松陰中學校、高等學校、秀明八千代中學校、高等學校、東京電機大學等的學校巴士。
北口
| 乘車處    | 業者          | 目的地                           | 經由                                                       | 備註           |
| --------- | ------------- | -------------------------------- | ---------------------------------------------------------- | -------------- |
| 1號乘車處 | 東洋巴士      | [71] 宮之台循環、[72] 西谷津公園 | 大師前、京友會團地入口                                     | [72]僅夜間     |
| 1號乘車處 | 千葉Green Bus | 成田機場                         | 京成臼井站、JR佐倉站、JR酒酒井站、公津之杜站、JR成田站西口 | 深夜急行巴士   |
| 2號乘車處 | 東洋巴士      | [23] 村上車庫                    | 上高野工業團地                                             | 僅早晨         |
| 2號乘車處 | 東洋巴士      | [64] 萌黃野車庫                  | 上高野工業團地、八千代高爾夫球場前                         |                |
| 2號乘車處 | 東洋巴士      | [66] 阿宗橋                      | 上高野工業團地、阿蘇小學校、萌黃野車庫                     | 平日4班        |
| 3號乘車處 | 東洋巴士      | [21] 村上團地第一                | 村上團地入口                                               | 平日有深夜巴士 |

- 學校巴士：秀明大學[9]、{link-ja|東京成德大學|東京成徳大学}}[10]、{link-ja|東京學館船橋高等學校|東京学館船橋高等学校|東京學館船橋高校}}[11]

南口
| 乘車處    | 業者         | 目的地                      | 經由                                           | 備註                           |
| --------- | ------------ | --------------------------- | ---------------------------------------------- | ------------------------------ |
| 1號乘車處 | 京成巴士     | [勝01] 犢橋團地             | 下橫戶、犢橋團地入口                           | 平日有深夜巴士                 |
| 1號乘車處 | 京成巴士     | [勝22] 草野車庫             | 下橫戶、犢橋團地入口、長沼                     | 1日2班                         |
| 1號乘車處 | 千葉內陸巴士 | 體育中心站                  | 橫戶線（下橫戶、犢橋團地入口、長沼、草野車庫） |                                |
| 2號乘車處 | 東洋巴士     | [11] 米本團地               | 下市場、千葉英和高校前、八千代松陰高校前       | 平日有深夜巴士                 |
| Lawson前  | 千葉內陸巴士 | 三春野南                    | 三春野線（西志津小學校）                       | 2015年2月16日前在北口1號乘車處 |
| Lawson前  | 千葉內陸巴士 | 四街道站北口                | 四勝線（西志津小學校、大日中央、萱橋台）       | 平日1往返 經畔田台             |
| 3號乘車處 | 京成巴士     | [勝11][勝12] 勝田台團地循環 | [勝11] 外回、[勝12] 內回                       |                                |

- 學校巴士：千葉英和高等學校（日语：千葉英和高等学校）[12]、八千代松陰中學、高校（日语：八千代松陰学園）[13]、東京電機大學情報環境學部[14]

## 相鄰車站
京成電鐵
 本線
■快速特急、■特急
八千代台（KS29）－勝田台（KS31）－京成佐倉（KS35）
■通勤特急（志津方向自此站各站停車）
八千代台（KS29）－勝田台（KS31）－志津（KS32）
■快速、■普通
京成大和田（KS30）－勝田台（KS31）－志津（KS32）
※「快速」的定期班次只有每天早上1班。

## 外部連結
- 勝田台｜電車與車站資訊｜京成電鐵
- 勝田台站PDF - 京成電鐵